# Kids’ Choice Awards (2012)
25-я ежегодная премия Nickelodeon Kids’ Choice Awards 2012 (Никелодеон Кидс Чойс Эвордс 2012) премия проводилась 31 марта 2012 в Университете Южной Калифорнии, Galen Center и Парка университета южной Калифорнии. Ведущим был Уилл Смит. Церемония длилась 90 минут, и на сайте Kids’ Choice Awards был таймер, который показывал сколько осталось дней, часов, минут и секунд до начала вручения.

## Номинанты и исполнители, и трюки для KCA 2012

### Ведущие
- Уилл Смит

### Люди, вручавшие награды
| - Cee Lo Green - Big Time Rush - Крис Колфер - Миранда Косгроув - Роберт Дауни-младший - Зак Эфрон - Эндрю Гарфилд - Селена Гомес - Джастин Бибер - Джош Хатчерсон | - Виктория Джастис - Хайди Клум - Тейлор Лотнер - Коди Симпсон - Ludacris - Ники Минаж - One Direction - Крис Рок - Эмма Стоун - Мишель Обама |

### Исполнители
- One Direction — What Makes You Beautiful
- Katy Perry — Part of Me

### Исполнители до церемонии
- Кеке Палмер и Макс Шнайдер — «Me and You Against the World» (Pre-Show)

### Диктор
- Томас Кенни

## Номинации

### Телевидение
| - Держись, Чарли! - АйКарли - Виктория-победительница (Победитель) - Волшебники из Вэйверли Плэйс - Тим Аллен из Последний настоящий мужчина - Тай Баррелл из Американская семейка - Алекс Хартмен из Могучие Рейнджеры: Самураи - Джейк Шорт из Высший класс! (Победитель) - Миранда Косгроув из АйКарли - Селена Гомес из Волшебники из Вэйверли Плэйс (Победитель 4 раз подряд) - Виктория Джастис из Виктория-победительница - Бриджит Мендлер из Держись, Чарли! | - Нейтан Кресс из АйКарли - Дженнет Маккарди из АйКарли (Победитель 2 раз подряд) - Дженнифер Стоун из Волшебники из Вэйверли Плэйс - Джерри Трейнор из АйКарли - American Idol - America’s Funniest Home Videos - America’s Got Talent - Wipeout (Победитель) - Кунг-фу панда: Удивительные легенды - Финес и Ферб - Скуби-Ду!:Корпорация тайна - Губка Боб Квадратные Штаны (Победитель 4 раз подряд) |

### Фильм
| - Элвин и бурундуки 3 (Победитель) - Гарри Поттер и Дары Смерти: часть 2 - Маппеты - Смурфики - Джим Керри из Пингвины мистера Поппера - Джонни Депп из Пираты Карибского моря: На странных берегах - Дэниел Рэдклифф из Гарри Поттер и Дары Смерти: часть 2 - Адам Сэндлер из Такие разные близнецы (Победитель) - Эми Адамс из Маппеты - Кристен Стюарт из Сумерки. Сага: Рассвет — Часть 1 (Победитель) - София Вергара из Смурфики - Эмма Уотсон из Гарри Поттер и Дары Смерти: часть 2 | - Тачки 2 - Кунг-фу панда 2 - Кот в сапогах (Победитель) - Рио - Антонио Бандерас озвучивает героя из фильма Кот в сапогах - Джек Блэк озвучивает героя из фильма Кунг-фу панда 2 - Джонни Депп озвучивает героя из фильма Ранго - Katy Perry озвучивает героя из фильма Смурфики (Победитель) |

### Музыка
| - Джастин Бибер (Победитель 2 раз подряд) - Тоби Кит - Бруно Марс - Ашер - Lady Gaga - Селена Гомес (Победитель) - Katy Perry - Тейлор Свифт | - Big Time Rush (Победитель) - The Black Eyed Peas - Lady Antebellum - LMFAO - «Born This Way» исполняет Lady Gaga - «Firework» исполняет Katy Perry - «Party Rock Anthem» исполняет LMFAO (Победитель) - «Sparks Fly» исполняет Тейлор Свифт |

### Спорт
| - Дерек Джитер - Майкл Фелпс (Победитель) - Тим Тибоу - Шон Уайт | - Келли Кларк - Даника Патрик (Победитель) - Серена Уильямс - Винус Уильямс |

### Другие номинации
| - Дневник слабака (Победитель 3 раз подряд) - Гарри Поттер - Голодные игры - Сумерки - Just Dance 3 (Победитель) - LEGO Star Wars: The Complete Saga - Mario Kart 7 - Super Mario Galaxy 2 | - Джессика Альба - Том Круз - Келли Келли - Тейлор Лотнер (Победитель) |

### Специальные номинации

#### Большая помощь
- Тейлор Свифт

#### Самая обливаемая звезда слизью в эту ночь
- 'Джастин Бибер

## События в шоу

### Трюки с слизью
- Чемпионат по борьбе в слизи — сражался The Miz победил The Big Show

## Показ в странах
KCA-2012 будут показывать по всему миру: от США до Южной Африки. В каждой из стран своё время трансляции премии. На основном же сайте голосования висят баннеры разных стран.
| Странна                   | Канал                      | Дата           | Время   |
| ------------------------- | -------------------------- | -------------- | ------- |
| США                       | Nickelodeon                | 31 марта 2012  | 8:00PM  |
| Канада                    | Nickelodeon Canada         | 31 марта 2012  | 8:00PM  |
| Канада                    | YTV                        | 6 апреля 2012  | 7:00PM  |
| Великобритания и Ирландия | Nickelodeon UK and Ireland | 1 апреля 2012  | 5:30PM  |
| Австралия                 | Nickelodeon Australia      | 1 апреля 2012  | 6:30PM  |
| Австрия                   | Nickelodeon Austria        | 1 апреля 2012  | 6:30PM  |
| Германия                  | Nickelodeon Germany        | 1 апреля 2012  | 6:30PM  |
| Нидерланды                | Nickelodeon Netherlands    | 1 апреля 2012  | 6:30PM  |
| Бельгия (Flanders)        | Nickelodeon Flanders       | 1 апреля 2012  | 6:30PM  |
| Швеция                    | Nickelodeon Sweden         | 2 апреля 2012  | 5:30PM  |
| Сингапур                  | Nickelodeon Asia           | 2 апреля 2012  | 6:30PM  |
| Дания                     | Nickelodeon Denmark        | 2 апреля 2012  | 6:30PM  |
| Польша                    | Nickelodeon Poland         | 3 апреля 2012  | 6:00PM  |
| Бразилия                  | Nickelodeon Brazil         | 3 апреля 2012  | 8:00PM  |
| Мексика                   | Nickelodeon Latin America  | 3 апреля 2012  | 8:00PM  |
| Колумбия                  | Nickelodeon Latin America  | 3 апреля 2012  | 8:00PM  |
| Венесуэла                 | Nickelodeon Latin America  | 3 апреля 2012  | 8:00PM  |
| Чили                      | Nickelodeon Latin America  | 3 апреля 2012  | 8:00PM  |
| Россия                    | Nickelodeon Russia         | 3 апреля 2012  | 8:00PM  |
| Италия                    | Nickelodeon Italy          | 3 апреля 2012  | 8:30PM  |
| Франция                   | Nickelodeon France         | 3 апреля 2012  | 8:30PM  |
| Россия                    | Nickelodeon Russia         | 4 апреля 2012  | 13:15AM |
| Испания                   | Nickelodeon Spain          | 6 апреля 2012  | 8:50PM  |
| Греция                    | Nickelodeon Greece         | 7 апреля 2012  | 3:15PM  |
| Россия                    | Nickelodeon Russia         | 7 апреля 2012  | 11:10AM |
| Россия                    | Nickelodeon Russia         | 8 апреля 2012  | 9:15PM  |
| Республика Корея          | Nickelodeon South Korea    | 13 апреля 2012 | 8:00PM  |
| Филиппины                 | Nickelodeon Asia           | 14 апреля 2012 | 10:00AM |
| Индонезия                 | Nickelodeon Asia           | 15 апреля 2012 | 1:00PM  |